# Trofeo Aria Nuova
Il Trofeo Aria Nuova è stata una competizione automobilistica che si svolgeva presso l'autodromo di Monza, riservata a veicoli alimentati tramite fonti di energia alternativa e inserita fino al 2010 nel programma del Campionato del mondo FIA energie alternative.

## Albo d'oro recente
| Edizione | Vincitore           |
| -------- | ------------------- |
| 2009     | Giuseppe Invernizzi |
| 2010     | Vincenzo Di Bella   |